# Afonso Costa
Pour les articles homonymes, voir Costa.
Afonso Costa (né Afonso Augusto da Costa), né le 6 mars 1871 à Seia et mort le 11 mai 1937 à Paris), est un avocat, un professeur universitaire et homme d'État portugais. Costa était républicain anticlérical et franc-maçon.
Principal dirigeant du Parti républicain portugais, il est l'un des principaux artisans de l'implantation de la république au Portugal et l'une des figures dominantes de la Première République. Il est président du Ministère (Premier ministre) à trois reprises.

## Biographie
Il a été Premier ministre du Portugal à trois reprises. La première fois, il a été appelé par le président Manuel de Arriaga à former un gouvernement, en tant que chef du Parti républicain démocrate. Ce mandat (qu’il combine avec le rôle de ministre des Finances) dure du 9 janvier 1913 au 9 février 1914. Il reprend le pouvoir, en tant que Premier ministre et ministre des Finances, du 29 novembre 1915 au 16 mars 1916.
À la suite d’une nouvelle instabilité politique, Costa est à nouveau Premier ministre, du 25 avril 1917 au 8 décembre 1917, dans un gouvernement d’unité nationale surnommé l’Union sacrée, pour soutenir l’entrée du Portugal dans la Première Guerre mondiale. Après le coup d’État militaire de Sidónio Pais en décembre 1917, Costa s’exile à Paris et, bien qu’il retourne parfois brièvement au Portugal, il n’y vécut plus jamais, même après l’assassinat de Pais en 1918.